# Павлов, Николай Григорьевич
Николай Григорьевич Павлов (14 сентября 1960 — 30 мая 1996) — советский и российский актёр театра и кино.

## Биография
В 1978-79 годах учился на Химическом факультете Ленинградского государственного университета. Во время учёбы в университете прошёл прослушивание и был принят в Студенческий театр ЛГУ. Сыграл в спектакле «Девочки, к вам пришёл ваш мальчик!» по пьесе Людмилы Петрушевской.
В 1979 году поступил в Ленинградский институт театра, музыки и кинематографии (ЛГИТМиК) на курс А. И. Кацмана и Л. А. Додина. В спектакле курса «Братья Карамазовы» Николай Павлов играл Смердякова и Великого Инквизитора.
В 1983 году окончил ЛГИТМиК. Принял участие в выпускном спектакле — пародийном ревю «Ах, эти звёзды!» (пародировал Леонида Утёсова и Михаила Боярского).
С 1983 по 1986 год сыграл ряд заметных ролей в Академическом театре Комедии им. Н. П. Акимова.
В 1986 году перешёл в труппу Малого драматического театра. Из сыгранных ролей наиболее значительной стала работа артиста в литературном вечере «Возвращённые страницы». Чтение им отрывка из романа А. Солженицына «В круге первом» было удостоено I премии на конкурсе «Молодость. Мастерство. Современность» в 1989 году.
Преподавал в театральной студии при Ленинградском университете. Работал на радио — участвовал в радиоспектаклях и литературных чтениях.
Ушёл из жизни 30 мая 1996 года (актёр с детства страдал пороком сердца).

## Роли в театре

### Театр комедии им. Н. П. Акимова
- Теодор-Христиан — «Тень», Е. Шварц
- Макар — «Этот милый старый дом», А. Арбузов
- Тигра — «Пиргорой Винни-Пуха», Б. Заходер

### МДТ
- Пронька-ветеринар — «Дом» Ф. Абрамов
- Скоморох, Маркиз Падетруа, Король — «Золушка», Е. Шварц
- Стенли — «Повелитель мух», У. Голдинг
- Шура — «Старик», Ю. Трифонов
- Чтец — «Возвращенные страницы»
- Младший сын — «В сторону солнца», А. Володин
- Виргинский — «Бесы», Ф. Достоевский
- Адам — «Разбитый кувшин», Г. фон Клейст
- Сутенер, травести, парень — «Роберто Зукко», Б-М. Кольтес
- Яша — «Вишнёвый сад», А. Чехов
- Второй стражник — «Звёздный мальчик», О. Уальд
- Мужчина — «Отсветы», Ж.-К. Байи

## Фильмография
- 1983 — Ах, эти звёзды! (фильм-спектакль) — Леонид Утёсов / Михаил Боярский
- 1983 — Этот милый старый дом (фильм-спектакль) — Макар
- 1984 — Иван Павлов. Поиски истины — Егор
- 1984 — Реалисты, 3-я серия
- 1988 — Кошкин дом (фильм-спектакль) — козел
- 1989 — Фа минор (короткометражный) — Илья Макаров
- 1992 — На Иртыше (короткометражный)
- 1996 — Недотёпы (короткометражный) — клиент парикмахерской